# 日本電信電話
日本電信電話（日语：／ Nippon denshin denwa */?），簡稱NTT（來自其英語譯名），是日本最大的電信公司，由日本電信電話公社在1985年公司化及民營化而來。以其為中心組成的NTT集團，包含NTT東日本、NTT西日本、NTT DOCOMO等各領域的電信服務企業。
NTT雖然已民營化，但出於其公共服務的機能，日本政府仍持有最多股份（以財務大臣名義）。NTT及旗下的NTT東日本、NTT西日本，由特別法《日本電信電話株式會社等相關法律》作為設立之法源，因而屬於「特殊會社」，在事業目的、股權結構及經營上都必須遵守相關法令。

## 簡史

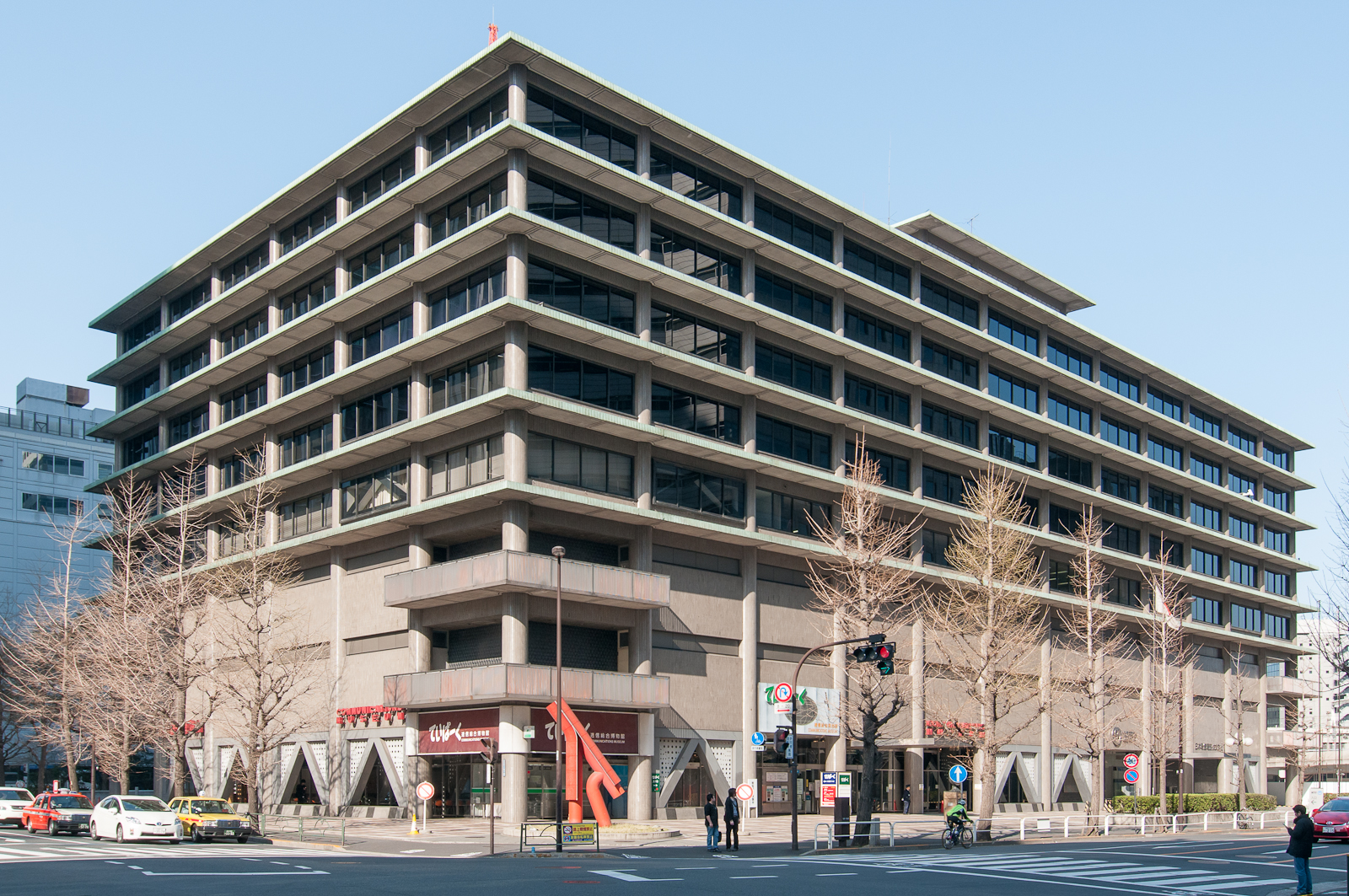
NTT總部舊址：位於東京大手町的「遞信大樓」（逓信ビル）

### 改制前的國營事業
NTT的前身是1952年成立的日本電信電話公社，簡稱「電電公社」，為日本政府全額出資的特殊法人。電電公社的英文名稱為，英文簡稱也是寫作「NTT」。在NTT尚未改制前，電電公社曾為日本國內電信業務的唯一經營者；而同時期的國際電信業務由同樣由日本政府出資設立的「國際電信電話株式會社」（KDD）獨占，KDD民營化後與其他公司組成日本第二大電信公司KDDI。

### 改制後與現況
1982年，自民黨籍的中曾根康弘就任日本首相後，開始大力推行公營事業民營化；而攸關社會民生產業的電電公社、日本國有鐵道（今JR）、日本專賣公社（今JT）等三大公營事業機構（三公社五現業），被列為民營化的首要目標。1985年，新成立的NTT正式繼承原電電公社的業務，並在1987年2月股票上市；當時正逢日本泡沫經濟的頂峰，NTT的股票才於東京股市上市兩個月，就衝破318萬日圓的新紀錄。
由於NTT營收可觀，帶來龐大利益，引發部分政治人物關注，NTT因此一度面臨被強制拆分的壓力。為回應外界質疑，NTT於1991年率先將行動電話業務獨立為NTT DoCoMo，並陸續將其他部門分拆為子公司，以分散其市場壟斷地位的疑慮。然而，在持續的政治壓力下，NTT最終於1997年將其核心的固網電信服務依地區劃分為兩大區域：東日本（涵蓋關東地方、東北地方及北海道）與西日本（東日本以外地區），並各自成立子公司負責經營。這幾次的業務分割，使得現在的NTT已逐漸轉變為控股公司。
隨著跨國經營的發展，NTT開始將研發的通訊技術向外輸出，也開始投資境外（尤其是亞洲）的電信業，目前NTT正朝著成為世界級的綜合企業邁進。
2019年7月1日，日本電信電話公司（NTT）將旗下NTT Communications、岱凱（Dimension Data）與NTT Security等共28家公司整併，成立新的國際業務總部NTT Ltd.。該公司總部設於英國倫敦，辦事處遍佈全球70多個國家與地區，員工人數超過40,000人，年營業額達110億美元，成為全球領先的技術服務供應商之一。

## 關係企業
- 固網電信
  - 東日本電信電話（NTT東日本）
  - 西日本電信電話（NTT西日本）
- 国际ISP通信和长途IP运营商

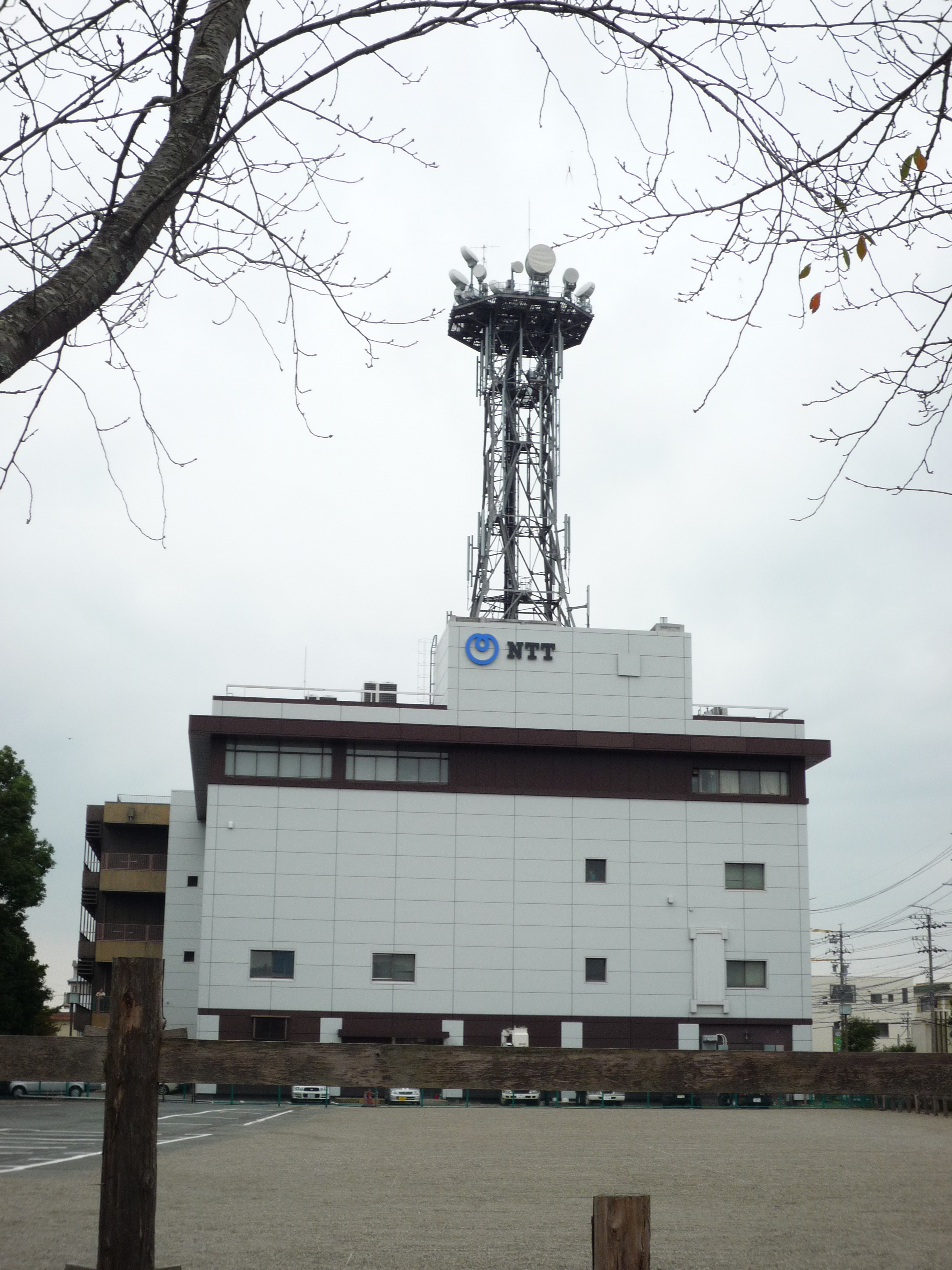
NTT西日本位於三重縣伊勢神宮外宮旁的交換機房

  - NTT Communications（NTTコミュニケーションズ）
- 行動通訊
  - NTT DoCoMo次集團（NTTドコモグループ）
- 資料處理系統及建設
  - NTT DATA54.19%（NTTデータ）
  - NTT Ltd
  - NTT COMWARE（NTTコムウェア）
- 不動產事業
  - NTT都市開發
  - NTT FACILITIES（NTTファシリティーズ）
  - NTT通信亞洲公司
2010年10月7日，NTT Communications斥資30億元，在香港將軍澳工業邨建設具備國際公認最高等級「Tier 4」規格的大型数据中心。該數據中心目前亦為香港國際互聯網交換中心的其中一個分站。
- 投資
  - KT (公司)6.09％
  - 菲律賓長途電話公司20.35％

## 関連項目
- 日本電信電話公社
- 第二次臨時行政調査会
- 電信自由化（日语：通信自由化）

## 外部連結
- NTT聯合首頁 （页面存档备份，存于） （日語）（英文）（简体中文）
  - NTT東日本 （页面存档备份，存于） （日語）（英文）
  - NTT西日本 （页面存档备份，存于） （日語）（英文）
  - NTT DOCOMO （页面存档备份，存于） （日語）（英文）
  - NTT Communications （页面存档备份，存于）
  - NTT Data Taiwan （页面存档备份，存于）（繁體中文）
- goo （页面存档备份，存于）（NTT旗下的入口網站）（日語）